# Brik-Teig
Brik-Teig (auch: Brick-Teig) wird in der nordafrikanischen Küche verwendet, um Teigtaschen (ähnlich wie Börek) daraus herzustellen. Ein weicher Weizen-Teig wird sehr dünn ausgerollt und dann entweder als Fladen auf einem heißen Stein oder einem Blech ausgebacken oder mit Füllung zu einem Dreieck oder Halbkreis geformt und dann frittiert.

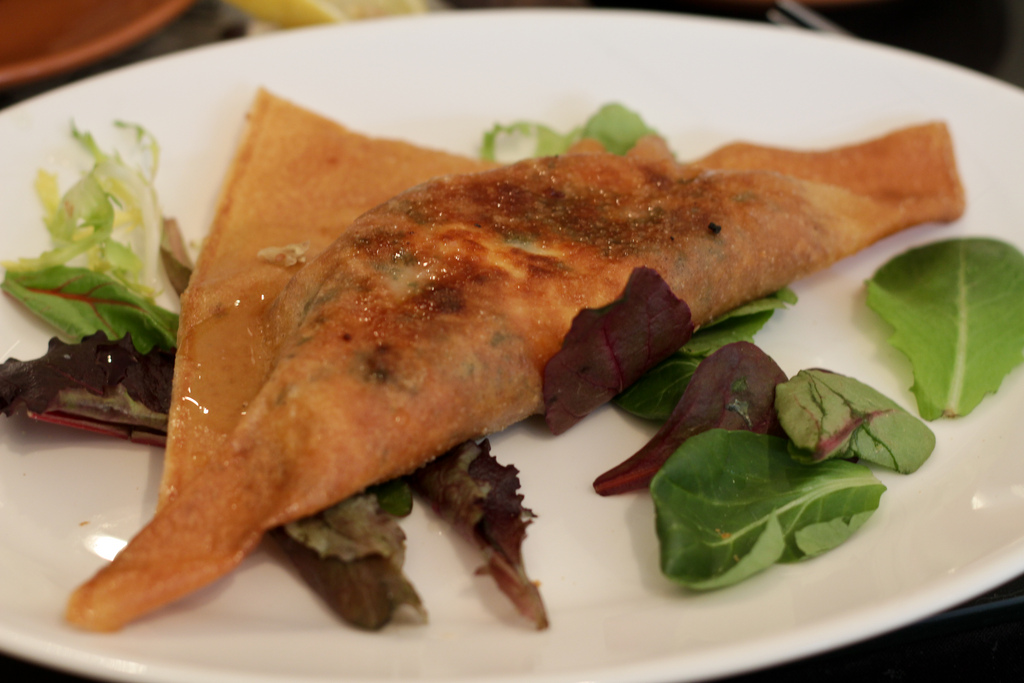
In den USA serviertes Brikgericht

Da Brik-Teig sehr dünn verarbeitet wird und oft auch mehrlagig verwendet werden kann, wird er bisweilen mit Blätterteig verwechselt.
Typische Füllungen sind Thunfisch, Hackfleisch, gehacktes gekochtes Ei, Huhn oder Sardellen, mit einem Spiegelei und Harissa, Kapern oder Käse.